# Публий Лициний
Публий Лициний (на латински: Publius Licinius) е политик и един от първите народни трибуни на Римската република.

## Биография
Произлиза от плебейската фамилия Лицинии. Вероятно е брат на колегата му Гай Лициний.
През 493 пр.н.е. той става народен трибун. Колегите му са: Луций Албиний Патеркул, Луций Юний Брут, Гай Лициний Луций Сициний Велут Белут и Гай Ицилий Руга.